# Associazione Calcio Ferrara 1941-1942
Questa pagina raccoglie le informazioni riguardanti l’Associazione Calcio Ferrara nelle competizioni ufficiali della stagione 1941-1942.

## Stagione
È il terzo e ultimo anno della coppia Mazza-Armari alla guida tecnica dell'A.C. Ferrara, mentre il presidente è Augusto Caniato.
Vi sono concrete ambizioni di vincere il girone ed approdare alle finali nazionali, in effetti la squadra disputa un buon campionato chiudendo a 42 punti, non sufficienti tuttavia ad ottenere il primato che va alla Pro Gorizia. Inutile la vittoria ottenuta in casa all'ultima giornata, proprio sugli azzurri giuliani, che avevano già ottenuto il primo posto matematico nel girone.

## Rosa
| N. |                   | Ruolo | Calciatore           |
| -- | ----------------- | ----- | -------------------- |
|    | Italia (bandiera) | P     | Ugo Ceresa           |
|    | Italia (bandiera) | P     | A. Erbetta           |
|    | Italia (bandiera) | P     | Albano Luisetto      |
|    | Italia (bandiera) | P     | Vittorio Poletti     |
|    | Italia (bandiera) | D     | G. Balboni           |
|    | Italia (bandiera) | D     | G. Bissi             |
|    | Italia (bandiera) | D     | S. Bratti            |
|    | Italia (bandiera) | D     | G. Carlini           |
|    | Italia (bandiera) | D     | M. Carpi             |
|    | Italia (bandiera) | D     | Walter Casini        |
|    | Italia (bandiera) | D     | Oreste Chinol        |
|    | Italia (bandiera) | D     | Elio Chinol          |
|    | Italia (bandiera) | D     | Ermelindo D'Agostini |
|    | Italia (bandiera) | D     | S. Ghezzo            |
|    | Italia (bandiera) | D     | Ilario Mantovani     |

| N. |                   | Ruolo | Calciatore          |
| -- | ----------------- | ----- | ------------------- |
|    | Italia (bandiera) | C     | Bovi                |
|    | Italia (bandiera) | C     | Alessandro Capponi  |
|    | Italia (bandiera) | C     | Ugo Cervi           |
|    | Italia (bandiera) | C     | Bruno Maini         |
|    | Italia (bandiera) | C     | Ilio Mariotti       |
|    | Italia (bandiera) | C     | Gilberto Zappaterra |
|    | Italia (bandiera) | A     | Angelo Barbi        |
|    | Italia (bandiera) | A     | Vittorio Benelle    |
|    | Italia (bandiera) | A     | Guerrino Calderoni  |
|    | Italia (bandiera) | A     | Ubaldo Cappello     |
|    | Italia (bandiera) | A     | Giuseppe Pavan      |
|    | Italia (bandiera) | A     | S. Scaramagli       |
|    | Italia (bandiera) | A     | Libero Tomesani     |
|    | Italia (bandiera) | A     | Aurelio Zennaro     |

## Risultati

### Serie C (girone A)

#### Girone di andata
| Arbitro: | Capitanio (Venezia) |

|                                     |           |                  |
| Zennaro 25’ Barbi 35’ Calderoni 70’ | Marcatori | 89’ Poggipollini |

| Arbitro: | Venutti (Trieste) |

|                     |           |                   |
| Bisigato 83’ (rig.) | Marcatori | 4’ (aut.) Veratti |

| Arbitro: | Giambone (Mestre) |

|             |           |  |
| Zennaro 88’ | Marcatori |  |

| Arbitro: | Agnolin (Bassano del Grappa) |

|                               |           |               |
| Gregorin 22’ Nonis 66’ (rig.) | Marcatori | 58’ Calderoni |

| Arbitro: | Tassini (Verona) |

|             |           |               |
| Benelle 47’ | Marcatori | 53’ Simonetti |

| Arbitro: | Zambotto (Padova) |

|  |           |               |
|  | Marcatori | 41’ Calderoni |

| Arbitro: | Pasinetti (Roma) |

|          |           |  |
| Maini 3’ | Marcatori |  |

| Arbitro: | Pera (Firenze) |

|                                                      |           |                                                      |
| Tassinari 38’ Gregnanin 42’ Levorato 47’ Isoardi 74’ | Marcatori | 14’ (aut.) Rizzioli 29’ Pavan 31’ Cappello 76’ Maini |

| Arbitro: | Agnolin (Bassano del Grappa) |

|                                              |           |                      |
| D'Agostini 40’ (rig.) Maini 59’ Cappello 89’ | Marcatori | 57’ (rig.) Tangerini |

| Arbitro: | Venutti (Trieste) |

|           |           |              |
| Mason 13’ | Marcatori | 11’ Tomesani |

| Arbitro: | Nicolini (Ancona) |

|                                    |           |               |
| Pavan 27’ Chinol 65’ Calderoni 71’ | Marcatori | 39’ Salvadori |

| Arbitro: | Donati (Milano) |

|                                  |           |                       |
| D'Agostini 32’ (aut.) Stante 56’ | Marcatori | 22’ Barbi 89’ Benelle |

| Arbitro: | Verrocchio (Pescara) |

|                                         |           |                         |
| Cappello 13’, 54’ Pavan 20’ Zennaro 22’ | Marcatori | 39’ Rigoni 77’ Cozzarin |

| Arbitro: | Goracci (Firenze) |

|                                          |           |                       |
| Capponi 15’ Pavan 37’ Calderoni 58’, 85’ | Marcatori | 55’ (aut.) D'Agostini |

| Gorizia 1º febbraio 1942 15ª giornata | Pro Gorizia       | 0 – 0 | Ferrara | Campo Littorio\| Arbitro: \| Coletti (Treviso) \| |
| Arbitro:                              | Coletti (Treviso) |       |         |                                                   |

#### Girone di ritorno
| Arbitro: | Bellè (Venezia) |

|           |           |                     |
| Bassi 41’ | Marcatori | 16’ Cervi 32’ Maini |

| Arbitro: | Pacini (Lucca) |

|                         |           |                |
| Calderoni 24’ Pavan 87’ | Marcatori | 58’ Pellizzari |

| Arbitro: | Neri (Vicenza) |

|          |           |  |
| Piva 86’ | Marcatori |  |

| Arbitro: | Autorino (Roma) |

|             |           |  |
| Zennaro 53’ | Marcatori |  |

| Arbitro: | Magnoni (Milano) |

|  |           |             |
|  | Marcatori | 22’ Capponi |

| Arbitro: | Bigozzi (Firenze) |

|                    |           |  |
| Zennaro 62’ (rig.) | Marcatori |  |

| Arbitro: | Catalucci (Firenze) |

|                               |           |                          |
| Barbieri 40’, 70’ Negrini 59’ | Marcatori | 27’ Tomesani 73’ Capponi |

| Arbitro: | Agnolin (Bassano del Grappa) |

|                       |           |  |
| Pavan 29’ Capponi 49’ | Marcatori |  |

| Arbitro: | Neri (Vicenza) |

|                  |           |                                    |
| Casini 6’ (aut.) | Marcatori | 40’ Calderoni 77’ (rig.) Mantovani |

| Arbitro: | Nicolini (Ancona) |

|                                                        |           |                            |
| Calderoni 42’ Capponi 70’ Barbi 72’, 77’ Mantovani 89’ | Marcatori | 17’ Moretti 80’ De Lazzari |

| Arbitro: | Bianchi (Firenze) |

|               |           |              |
| Salvadori 57’ | Marcatori | 1’ Calderoni |

| Arbitro: | Da Broj (Forlì) |

|                      |           |             |
| Mantovani 37’ (rig.) | Marcatori | 23’ Svageli |

| Arbitro: | Francini (Viareggio) |

|                                                     |           |  |
| Bernardi 38’ Zappalaterra 65’ (aut.) Simoncello 81’ | Marcatori |  |

| Arbitro: | Zilli (Reggio Emilia) |

|             |           |  |
| Parovel 28’ | Marcatori |  |

| Arbitro: | Venutti (Trieste) |

|                         |           |  |
| Bovi 11’, 54’ Barbi 82’ | Marcatori |  |